# ASN-209 (航空機)
ASN-209
（参考）上図はASN-206のものであるが、ASN-209の機体の形状・構成はほぼ同じである。
- 用途：戦術無人航空機
- 製造者：西安愛生技術集団公司
- 運用者
  - 中国人民解放軍海軍
  - エジプト軍
- 運用状況：現役

ASN-209は、西安愛生技術集団公司（中国簡体字：西安爱生技术集团公司、 英語：Xi'an ASN Technology Group Co., Ltd.）が開発した多用途戦術無人航空機。同社は西北工業大学が所有する独立法人である。軍民両用を意図して開発された。
ASN-209は多用途無人航空機ASN-206/207シリーズの最新型である。ASN-209はASN-207より機体を小型化している。

## 機体
主翼はテーパー翼、高翼配置となっている。双ブーム形式でブームの後端に垂直尾翼があり、2枚の垂直尾翼の間に水平尾翼が付けられている。垂直尾翼と水平尾翼はH型配置となっている。推進方式はプッシャー式である。搭載エンジンの型式は、ピストン式であること以外不明である。プロペラの翼の枚数は2枚である。降着装置は簡略なスキッドが付けられているだけであり、ランディングギアは持たない。離陸はRATOを使いカタパルトから射出される。着陸はスキッドランディングもしくはパラシュートを用いて回収される。艦艇のヘリコプターデッキからも射出可能と考えられている。

## ミッション・ペイロード
ミッションに応じたペイロードを搭載可能。
軍用型は地上移動目標表示レーダー、目標指示装置、ELINT装置、EW装置、通信中継装置を積む。
民間用は
- 電子光学装置、合成開口レーダー
- 森林火災防止、大気気候のモニタリング、人工降雨に特化した装置

などミッションに応じ選択して積むことができる。

## 誘導・管制装置
おそらく自律飛行ができると思われるが、情報は公開されていない。見通し線内通信および見通し線外通信用データリンク装置を搭載。

## システムの構成
ドローン本体。ペイロード。データリンク装置。トラックに搭載された地上管制ステーション。射出装置。トランスポーター。

## 運用者
2011年7月に中国で行われた水陸両用戦の演習で海南島とスプラトリー諸島との間の通信中継を行ったと伝えられている。また2012年5月にはエジプトがASN-209の国産製造を開始したと伝えられている。2013年時点でASN-209は中国人民解放軍海軍とエジプト軍で運用中と考えられている。
- 中国人民解放軍海軍
- エジプト軍 - 2024年時点で、エジプト陸軍がASN-209を保有[2]。
- ナミビア軍 - 2025年6月の軍事パレードで、ASN-209とみられるUAVが確認された[3]。

## シリーズ
- ASN-206
- ASN-207
- ASN-209

## スペック
|                    | ASN-206     | ASN-207 (ミッション用) | ASN-207 (中継用) | ASN-209 |
| ------------------ | ----------- | ---------------------- | ---------------- | ------- |
| 全長(m)            | 3.8         | 6.0                    | 6.0              | 4.3     |
| 全高(m)            | 1.4         | 2.1                    | 2.1              | 1.5     |
| 全幅(m)            | 6.0         | 9.3                    | 9.3              | 7.5     |
| 最大射出重量(kg)   | 222         | 480                    | 410              | 320     |
| 最大ペイロード(kg) | 50          | 100                    | 30               | 50      |
| 実用上昇限度(m)    | 5000        | 6000                   | 8000             | 5000    |
| 最大速度(m)        | 209         | 180                    | 180              | 180     |
| 行動半径(km)       | 150         | 600                    | 200              | 100     |
| 航続時間(h)        | 通常4 最大8 | 16                     | 16               | 10      |